# Rugby Calvisano 2019-2020

## TOP12 2019-20

### Stagione regolare
| Incontro                  | Andata | Ritorno   |
| ------------------------- | ------ | --------- |
| Calvisano — Colorno       | 43-10  | 31-24     |
| I Medicei — Calvisano     | 23-27  | annullata |
| Calvisano — San Donà      | 27-10  | annullata |
| Rovigo — Calvisano        | 21-14  | annullata |
| Calvisano — S.S. Lazio    | 40-10  | annullata |
| Lyons — Calvisano         | 29-31  | annullata |
| Calvisano — Mogliano      | 23-10  | annullata |
| Viadana — Calvisano       | 13-3   | annullata |
| Calvisano — Petrarca      | 23-15  | annullata |
| Reggio Emilia — Calvisano | 22-16  | annullata |
| Calvisano — Fiamme Oro    | 33-32  | annullata |

#### Risultati della stagione regolare
| Posizione | G  | V | N | P | PF  | PS  | DP  | B | Pt |
| --------- | -- | - | - | - | --- | --- | --- | - | -- |
| 3ª        | 12 | 9 | 0 | 3 | 311 | 218 | +93 | 8 | 44 |

## European Rugby Challenge Cup 2019-20

### Prima fase
| Incontro                  | Andata | Ritorno |
| ------------------------- | ------ | ------- |
| Calvisano — Cardiff Rugby | 16-38  | 3-64    |
| Pau — Calvisano           | 61-10  | 47-19   |
| Leicester — Calvisano     | 59-7   | 13-20   |

#### Risultati della prima fase
| Posizione | G | V | N | P | PF | PS  | DP   | B | Pt |
| --------- | - | - | - | - | -- | --- | ---- | - | -- |
| 4ª        | 6 | 0 | 0 | 6 | 68 | 289 | -221 | 1 | 1  |